# Região Geográfica Imediata de Gurupi

Localização da região no Estado do Tocantins.

A Região Geográfica Imediata de Gurupi é uma das 11 regiões imediatas do estado brasileiro do Tocantins, uma das 2 regiões imediatas que compõem a Região Geográfica Intermediária de Gurupi e uma das 509 regiões imediatas no Brasil, criadas pelo IBGE em 2017. É composta de 18 municípios.